# Clinacanthus
Clinacanthus là chi thực vật có hoa trong họ Acanthaceae.

## Các loài
- Clinacanthus nutans (Burm.f.) Lindau, 1893: Mảnh cộng, lá cầm, bìm bịp, xương khỉ.
- Clinacanthus spirei Benoist, 1935